# ميناء الناظور
يقع ميناء الناظور على ساحل البحر المتوسط، على الجهة الساحلية في أقصى الشمال الجنوبي شرق رأس المذرات الثلاث، على نحو 70 كم من الحدود الجزائرية. ويتموقع الميناء على الحد الشمالي الغربي من سبخة بوعرك (مارتشيكا) مباشرة جنوب ميناء مليلية وتحديدا على التسعمائة أمتار الأولى من سد مليلية.

## الخصائص
35°17’ الموقع: غربا °2’55°2 - شمالا ◊
◊ طبيعة النشاط: التجارة والمسافرون والصيد؛
◊ طرق الولوج:
- الطريق الوطنية رقم 39 الرابطة بين الحسيمة ومليلية؛
- الطريق السيار بين الرباط ووجدة مع أخذ الخروج الذي يوجد على بعد 100 كلم من الناظور؛
- المدار المتوسطي الذي يربط الجهة الشرقية بالمدن الرئيسية الشمال غربية للمغرب
◊ خدمة السكك الحديدية:
- خط السكك الحديدية بين الناظور وتاوريرت.

## نبذة تاريخية
منذ سنة 1955 كانت مدينة الناظور تتوفر على مرفأ صغير شُيِّدَ على البحيرة الكبيرة المسماة (مارتشيكا) المرتبطة بالبحر المتوسط من خلال قناة. وقد تم بناء هذه الأخيرة والتي يبلغ طولها 2500 متر من أجل تعزيز أنشطة الاستيراد والتصدير (المواد الغذائية الاساسية ومواد البناء في المقام الأول) باستخدام زوارق بخارية سعتها 300 طن من الحمولة النفعية و عمق يقل عن 3 أمتار.
كان بناء الميناء الجديد الناظور بني انصار الذي شُرِع في تشييده في يناير 1975 في المياه العميقة يستِهدف أساسا (الواردات والصادرات) للجهة الشرقية (والذي يعد منفذها الرئيسي) وكذا مجمع الصلب بالناظور (صوناسيد ـ سيفريف). شُرِع في استغلال ميناء الناظور منذ عام 1978 جزئيا؛ وفي السنة نفسها أوكل تدبير الميناء إلى هيئة الشحن والتفريغ لميناء الدار البيضاء. و يعرف ميناء الناظور حاليا تطورا سريعا خصوصا في حركة المسافرين.

## البنيات التحتية للميناء[2]

### أحواض
يمتد حوض الماء المحمي على مساحة 140 هكتار وينقسم إلى ثلاثة أحواض:
◊ الحوض الأقصى خلف الحاجز المجروف بعمق – 13 م مائية؛
◊ الحوض المركزي المجروف بعمق – 10 م مائية؛
◊ الحوض الجنوبي وهو الأكبر من حيث المساحة مجروف بعمق – 7,5 م مائية.
يبلغ عمق مدخل الميناء -13,50 م مائية. وتتراوح أعماق الأحواض بين -5,00 و -13,50 م مائية. يصل قطر دائرة الدوران 480 م وعلى الساحل -13,50 م مائية.

### منشآت الرسو
الحواجز I و II الكائنة في الجانب الغربي من السد الرئيسي تشغل الجزء الأوسط من الميناء ويمكن الإرساء عليها على الساحلين الشمالي الشرقي والجنوبي الغربي.
تقع محطة عبَّارات العربات في الجهة الخلفية من المجمع المينائي شمال غرب ميناء الصيد. وتشمل 4 مواقف مرقمة من 1 إلى 4 من الشرق نحو الغرب.
يوجد ميناء الصيد في الركن الجنوبي من الميناء. ويفصله عن الحاجز I رصيف البحرية الملكية.

### منشآت الحماية
يبلغ طول الحاجز الرئيسي 2635 متر ويتضمن مقطعين رئيسيين الأول بطول 1600 م يقع على الشاطئ ويمتد بشكل ملحوظ نحو الشمال والشمال الشرقي والثاني بطول حوالي 1000 متر ويتبع تقريبا خط الاعماق الطبيعية التي تصل -12,50 م مائية ويتجه نحو الشمال الغربي.
ويشكل السد المجاور لمليلية بطول 1050 م أيضا حماية للميناء.

### المسطحات
مساحة المسطحات 143 هكتار.
90 هكتار من المسطحات الإضافية (خارج المجال الجمركي) بما في ذلك:
◊ 60 هكتار مخصصة للمنطقة الصناعية؛
◊ 30 هكتار: مساحات أخرى؛
53 هكتار من المسطحات (داخل المجال الجمركي) بما في ذلك:
◊ 9 هكتارات مساحة الحاجز I (تجارة)؛
◊ 14 هكتارا مساحة الحاجزII (تجارة)؛
◊ 10 هكتارات لنشاط الصيد؛
◊ 20 هكتار للمنطقة السياحية.

## خدمات الميناء[3]

### الإرشاد
الإرشاد إلزامي يتم توفيره على مدار الساعة بالنسبة للسفن التجارية و عبَّارات العربات. يتم توفير خدمة الإرشاد من قبل أربعة مرشدين بالتناوب 24 على 72 ساعة. يتم إجراء حركات دخول سفن البوتان وناقلات النفط والسفن التي تحمل مواد خطرة من شروق الشمس إلى غروبها.
◊ بالنسبة للسفن ذات عمق أقل أو يساوي 9.30 م يوجه المرشد نحو الموقع: خط الطول= 79 ,’17°35 شمالا ; خط العرض=’55 °002 ,غربا
◊ بالنسبة للسفن ذات العمق الذي يفوق 9.30 م يعين المرشد موقع التوقف.
يعين المرشد الموقع على بعد 0,5 متر تقريبا شمال شرق ضوء الحاجز الرئيسي.

### الإرساء
يتم توفير خدمة الإرساء في الميناء التجاري من طرف «مرسى ـ المغرب».
عند محطة المسافرين توفر الشركات البحرية خدمة الإرساء بنفسها.

### الجر
يحوي الميناء جرارين تبلغ قوة كل واحد منهما 1800 حصان. يتم توفير هذه الخدمة من قبل «مرسى ـ المغرب».

### التزود بالوقود
تم تجهيز الارصفة بصنابير مياه، ويتم التزود بالكازوال بواسطة الشاحنات الصهريجية و توفير المواد الغذائية الطازجة من قبل الحمالين.

## أنشطة الميناء[4]
ميناء الناظور هو ميناء مختص في التجارة والصيد ونقل المسافرين.

## الظروف البحرية[5]

### معلومات بحرية

#### الأرصاد الجوية المحلية
درجات الحرارة منتظمة بمعدل شهري أقصى يصل 26 درجة ومتوسط أدنى يبلغ 11 درجة مئوية.
يضفي الموقع الجغرافي على المنطقة مناخا متوسطيا يتسم بصيف حار وجاف وشتاء معتدل ورطب.
ويبلغ متوسط التساقطات المطرية السنوية حوالي 400 ملم. نسبة التساقطات غير منتظمة بشكل كبير و تتميز بزخات مطرية كثيفة.
نظام الرياح متغير جدا من محطة إلى أخرى حيث تسجل سرعة الرياح 120 كم / ساعة.

#### المد والجزر
مد وجزر شبه يومي بتيار متوسط مع ارتفاع للمياه الحية يصل إلى 0,40 متر.
يمكن أن تصل تغييرات استثنائية لمستوى 1 متر. التيارات الساحلية ضعيفة.
تَفِدُ الامواج الأكثر خطورة من القطاع الشمالي و الشمال الشرقي. قد يتجاوز ارتفاعها 6 أمتار لفترات من 7 إلى 11 ثانية.

#### الولوج
توفر قناة دخول الميناء بطول 1296 متر عند المدخل عمق 12 متر موجهة نحو 205°/25° : ارتفاع السد الجنوبي بالعوامة الأساسية الشرقية بموقع خط الطول= 92 ,’16°35 شمالا ; خط العرض=39 ,’55 °002 ,غربا
يتم تحديد الجانب الشرقي للقناة من خلال الخط المستقيم الرابط بين النقطتين:
1 : خط الطول= 71 ,’17°35 شمالا ; خط العرض=79 ,’54 °002 ,غربا
2 : خط الطول= 07 ,’17°35 شمالا ; خط العرض=12 ,’55 °002 ,غربا
يتم تحديد الجانب الغربي للقناة من خلال الخط المستقيم الرابط بين النقطتين:
3 : خط الطول= 83 ,’17°35 شمالا ; خط العرض=1 ,’55 °002 ,غربا
4 : خط الطول= 34 ,’17°35 شمالا ; خط العرض=37 ,’55 °002 ,غربا
يمكن للسفن المقدمة على الإرساء عند المواقف 1 و 2 و 3 (الحوض الشمالي للحاجز التجاري رقم II) التقدم نحو منطقة مثلثة الشكل تحددها النقاط الثلاث التالية:
3 : خط الطول= 83 ,’17°35 شمالا ; خط العرض=1 ,’55 °002 ,غربا
4 : خط الطول= 34 ,’17°35 شمالا ; خط العرض=38 ,’55 °002 ,غربا
5 : خط الطول= 93 ,’17°35 شمالا ; خط العرض=38 ,’55 °002 ,غربا

#### الإرساء
- منطقة الإرساء رقم 01 : تحددها الخطوط الجامعة للنقاط التالية:
خط الطول= 0 ,’18°35 شمالا ; خط العرض=3 ,’53 °002 ,غربا
خط الطول= 3 ,’17°35 شمالا ; خط العرض=45 ,’54 °002 ,غربا
خط الطول= 7 ,’16°35 شمالا ; خط العرض=2 ,’52 °002 ,غربا
خط الطول= 0 ,’16°35 شمالا ; خط العرض=4 ,’53 °002 ,غربا
تُخَصَّصُ هذه المنطقة لإرساء السفن التجارية وعبَّارات العربات.
- منطقة الإرساء رقم 02 : تحدها الخطوط الجامعة للنقاط التالية:
خط الطول= 7 ,’16°35 شمالا ; خط العرض=2 ,’52 °002 ,غربا
خط الطول= 0 ,’16°35 شمالا ; خط العرض=4 ,’53 °002 ,غربا
خط الطول= 2 ,’16°35 شمالا ; خط العرض=7 ,’51 °002 ,غربا
خط الطول= 4 ,’15°35 شمالا ; خط العرض=0 ,’53 °002 ,غربا
تخصص هذه المنطقة لإرساء السفن التجارية التي تحمل بضائع خطرة أو ملوثة (انظر المرفق رقم 01).

### الإشارات البحرية
تم تجهيز الميناء بالأضواء اللازمة لتوجيه السفن على مستوى الولوج و الحواجز.

## رواج الميناء[6]

### اجمالي حجم الميناء
الرواج الاجمالي لسنة 2011
◊ 598710 مسافر ؛
◊ 736 146 عربة ؛
◊ 1056 حافلة ؛
◊ 358 سفينة تجارية ؛
◊ 796 سفينة ركاب ؛
◊ 2.5 مليون طن.

## خطوط منتظمة[7]
يتم توفير خطين منتظمين لميناء الناظور.
خط يربط بين الناظور وألميريا بمعدل رحلتين يوميا خلال فترة الركود وأربع رحلات يوميا خلال فترة الذروة.
خط ثان يربط الناظور وسيت بمعدل رحلة واحدة اسبوعيا على مدار السنة.